# Institut für Informations-, Telekommunikations- und Medienrecht

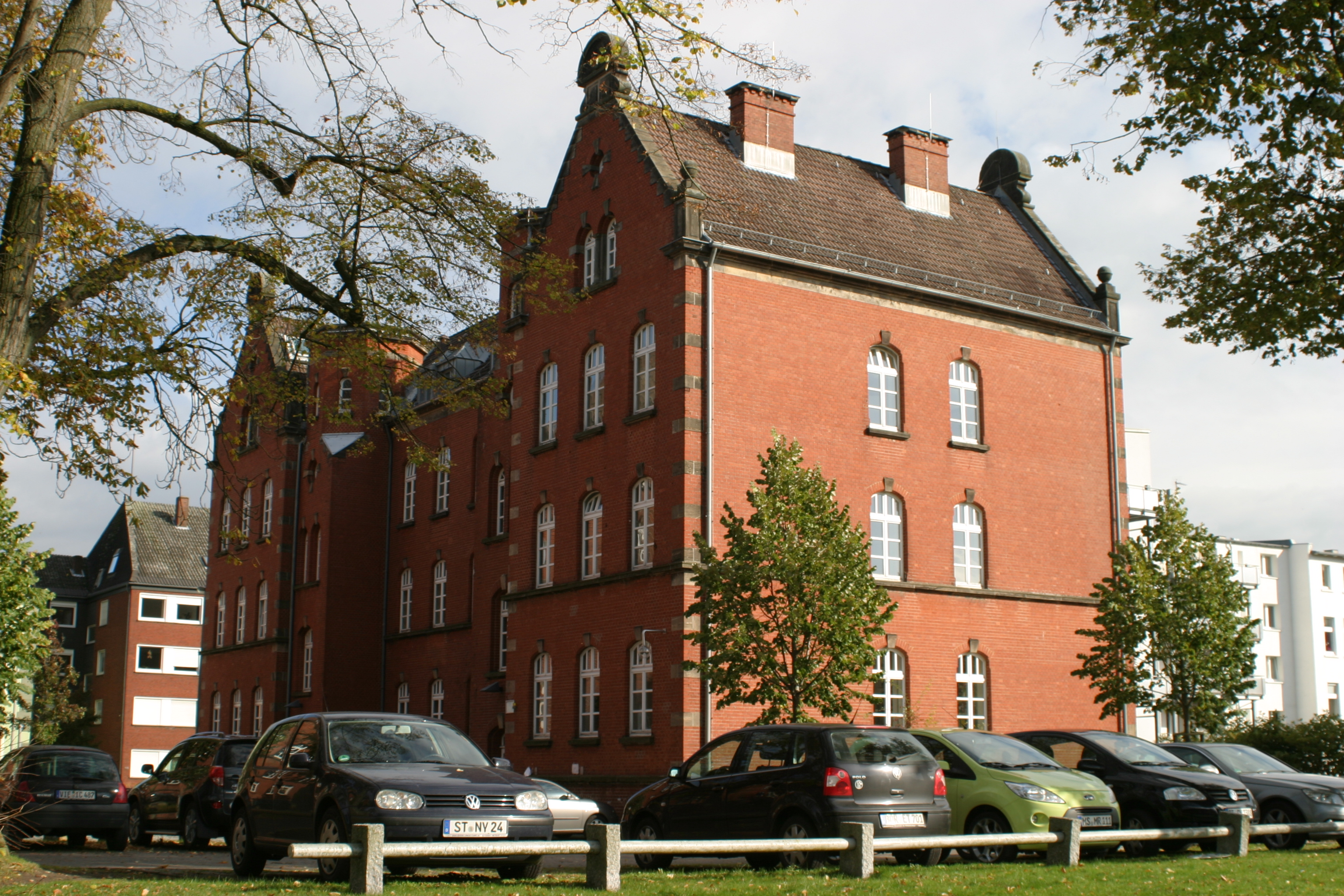
La sede dell'ITM, a Münster

L'Institut für Informations-, Telekommunikations- und Medienrecht (ITM), è il centro nazionale competente di diritto dei media, delle telecomunicazioni e dell'informazione. L'Istituto, appartenente alla Facoltà di Giurisprudenza dell'Università di Münster, nonché leader nella ricerca, è suddiviso in due sezioni riguardanti l'assistenza civile e pubblica. La ricerca si è focalizzata in particolare sul diritto dell'informatica. In virtù di questo approccio interdisciplinare, l'istituto è membro dell'European Research Center for Information Systems e lavora a stretto contatto con i Dipartimenti di Scienze della Comunicazione e Informatica economica.

## L'obiettivo
L'ITM si è posto l'obiettivo di esaminare le condizioni giuridiche della società dell'informazione. Affinché si possa quindi imparare dalle esperienze degli altri paesi, il diritto comparato dovrebbe assumere una posizione di rilievo. Tra i compiti dei soci dell'Istituto vi è anche quello di rappresentare il diritto dei media, delle telecomunicazioni e dell'informazione in ambito di didattica e formazione. I membri dell'Istituto si occuperanno anche di sfruttare le possibilità offerte dai media interattivi nella didattica oltre che di altri temi inerenti all'informazione giuridica.

## Campo dello studio
Il diritto dei media, delle telecomunicazioni e dell'informazione è una materia dai molteplici risvolti, che non può essere sviscerata, anche solo in maniera approssimativa, delle tre discipline tradizionali del diritto, ossia il diritto penale, quello civile e pubblico. L'ITM consentirà quindi di promuovere la ricerca interdisciplinare e la didattica. Presso l'amministrazione dell'istituto dovrebbero essere quindi presenti un professore di diritto civile, penale e pubblico. Una tale struttura non è ancora stata presa come modello in Germania.